# Francesco Argentino
Francesco Argentino (ur. ok. 1450 w Wenecji, zm. 23 sierpnia 1511 w Rzymie) – włoski kardynał.

## Życiorys
Urodził się około 1450 roku w Wenecji. Studiował na Uniwersytecie Padewskim, gdzie uzyskał doktorat z prawa. 24 sierpnia 1506 roku został wybrany biskupem Concordii Sagittarii. Następnie objął urząd datariusza apostolskiego. 10 marca 1511 roku został kreowany kardynałem prezbiterem i otrzymał kościół tytularny San Clemente. Zmarł 23 sierpnia tego samego roku w Rzymie.